# Rocky Marciano
Rocco „Rocky” Francis Marchegiano (Brockton, Massachusetts, 1923. szeptember 1. – Newton, Iowa, 1969. augusztus 31.) amerikai nehézsúlyú ökölvívó, az egyetlen nehézsúlyú versenyző, aki nehézsúlyú bajnokként veretlenül hagyta abba pályafutását.

## Élete
Olasz gyökerei vannak, nagyapja patkolókovácsként vándorolt ki az USA-ba 1914-ben Nápolyból, még megérte unokája megszületését, de 19 hónappal azután tüdőgyulladásban meghalt.
Hatgyermekes család elsőszülött fia. Szülei viszonylagos jómódban éltek.
Marciano élete nem sokon múlott, amikor egyéves korában tüdőgyulladást kapott, de erős szervezete legyőzte a betegséget.
Pufók gyerek volt, erős karral, a közeli parkban szeretett tartózkodni. Minden nap a James Edgar játszótéren baseballozott.
Szülei erősen vallásosnak nevelték. Baseballjátékos szeretett volna lenni, ezt szülei is támogatták. Ettől függetlenül belekeveredett utcai verekedésekbe is idegen fiúkkal.
Amikor 15 éves lett, beiratkozott a brocktoni felsőtagozatos iskolába, és ott tagja lett az amerikai futballcsapatnak.
Mellette azonban tagja volt az iskolai baseball csapatnak is.
Rövid idő múlva azonban szakított iskolai csapatával, mert nem tudott beilleszkedni a csapatba. Frusztrált lett, és megszakította iskolai tanulmányait is.
Iskolakerülő lett, az utca lett az élete. Belekeveredett különféle utcai verekedésekbe is.
Elment dolgozni is a „Brockton Ice and Coal Company”-hoz, később apja keresett neki munkát, mint cipőeladó dolgozott.
Folytatta baseballos szerepléseit is, félprofiként második ligás csapatokban.
Húszéves korában katonának vonult be, Angliában szolgált, részt vett a normandiai partraszállásban, 1944-ben.
Amikor vége lett a második világháborúnak, akkor visszatért az USA-ba.
Katonasági ideje alatt kimenőkön néhány bokszmeccsen is részt vett, amatőr pályafutása itt kezdődött el.

## Amatőr pályafutásának időszaka
Ezek egyike volt 1946. április 15-én Henry Lester elleni mérkőzése. Rocky nem sportolt ekkor, dohányzott, édességeket evett és alkoholt ivott, sőt pocakos is volt, azaz nem sportemberi életet élt. A szervező hívta meg a 30 dollár nyereményű mérkőzésre, ellenfele azonban nem jelent meg, így a szervezők Lester ellen kívánták indítani. Rocky vállalta a mérkőzést ellenfele ellen, aki akkor már amatőr bajnok volt, háromszor nyert Aranykesztyűt is amatőrként. A kiütéstől Rockyt az mentette meg, hogy térddel hasba rúgta ellenfelét és diszkvalifikálták.
Ezután visszatért a hadseregbe.
1946 augusztusában részt vett az Amateur Athletic Union (AAU) bajnokságán.
Az első két fordulóban K.O. győzelmet aratott, mindkét esetben már az első menetben, a következő két ellenfele visszalépett. Döntős lett, ahol a bal könyöke megrándult, ennek ellenére továbbfolytatta a mérkőzést és pontozásos vereséget szenvedett. Az orvosok azt javasolták neki, hogy ilyen kézzel soha ne legyen nehézsúlyú ökölvívó.
1947-ben leszerelése után március 17-én újabb mérkőzés, ami már profi mérkőzés is lehetett volna, Rocky Mack néven, a 15 menetre tervezett mérkőzésen Lee Epersont a harmadik menetben kiütötte.
Visszament baseballozni, szerződést is kötött, de nem került be a Chicago Cub farm csapatába. Újra az ökölvívással kezdett foglalkozni, Brocktonba ment és elkezdett tréningezni, hogy profi ökölvívó legyen.
1948 márciusában amatőr versenyeken vett rész, benevezett a New York-i Összkeleti aranykesztyűs bajnokságra, ahol pontozásos vereséget szenvedett Coley Wallace-tól (akinek mérlege addig 17 mérkőzés, 17 K.O.), majd Bob Girard ellen is pontozással veszített.
Brocktonban Joe Sidlaski ellen győzött az első menetben kiütéssel. Bostonban részt vett az olimpiai selejtező tornán, első ellenfelét kiütéssel, a másodikat pontozással győzte le. Itt kiújult kézsérülése, ezért nem került be az olimpiai csapatba.
Amatőr karrierjének mérlege 12 mérkőzés, 8 kiütéses győzelem és 4 pontozásos vereség.

## Profi pályafutása
Egy darabig barátja volt az edzője, Allie Collombo, aki Rockyt igen erős edzés alá vette, majd Al Weill fedezte fel, aki jó kapcsolatokkal rendelkezett befolyásos személyekkel az International Boxing Club és a Madison Square Garden vezetőségéből, és alvilági kapcsolatokkal is, és írt alá vele szerződést.
Rocky Marciano a tréningezésben tapasztalt Charley Goldmanhoz került.
Első mérkőzése 1949. május 23-án volt Don Mogard ellen, pontozással győzött.
Első komolyabb mérkőzése 1949. szeptember 30-án a Madison Square Gardenben Carmine Vingo ellen volt, a 6. menetben K.O. győzelmet aratott.
A következő szintén komolyabbnak mondható mérkőzése Roland LaStarza ellen volt 1950. március 24-én, akinek addig 37 győzelme volt és nem kapott még ki. Rocky, bár többször földre küldte ellenfelét, a végén mégis csak osztott pontozással győzött.
Ezt több mérkőzés követte, ahol Rocky K.O.-val győzött, majd Rex Layne következett 1951. július 12-én, aki ellen esélytelenként indult, de a hatodik menetben K.O.-val győzött.
Több mérkőzést is ezek után K.O.-val megnyert és kihívója lett Joe Louisnak, akit nagyon tisztelt.
1951 októberében a mérkőzés létrejött, a 8. menetben kiütötte ellenfelét, méghozzá olyan erővel, hogy csak a kötél mentette meg a ringből való kizuhanástól Louist.
Ezek után négy győzelem, köztük Lee Savold és Harry Matthews ellen, majd Rocky találkozott a nehézsúly akkori világbajnokával, Jersey Joe Walcottal Philadelphiában 1952. szeptember 23-án, itt került életében először padlóra Rocky az első menetben. A 11. menet végére Rocky teljesen meg volt zavarodva, szeméből folyt a vér. A 13. menetben azonban Rocky kiütötte ellenfelét.
Ő lett a nehézsúly világbajnoka. A következő évben, 1953 májusában újra megmérkőztek, de ekkor
a mérkőzés rövid volt: összesen 2 perc 25 másodpercig tartott, ekkor ütötte ki Rocky ellenfelét.
Walcott ez után a mérkőzés után végleg visszavonult.
Következett a LaStarza elleni visszavágó, a 11. menetben kiütötte. LaStarzának ez volt az első kiütéses veresége.
Utolsó előtti ellenfele Ezzard Charles volt, két mérkőzést játszottak, az elsőt egyhangú pontozással, a másodikat három hónappal később kiütéssel nyerte meg Rocky a 8. menetben.
Az utolsó mérkőzését Archie Moore ellen vívta 1955-ben, a Yankee stadionban (New York) 60.000 néző előtt, melyet a 9. menetben kiütéssel nyert meg. Ellenfelére többször is rászámoltak, Rocky ezen a mérkőzésen került életében másodszor a földre.
Profi pályafutásának mérlege: 49 győzelem (ebből 43 K.O.). Veretlenül vonult vissza 33 évesen.
Ez sokáig világcsúcsot jelentett, melyet 2015. szeptember 12-én Floyd Mayweather beállított, majd 2017. augusztus 26-án megdöntött. A rekordot Mayweather előtt csak Larry Holmes (aki a 48. mérkőzése után azonban Michael Spinkstől vereséget szenvedett) és Dariusz Michalczewski tudta megközelíteni (49 mérkőzés 41 K.O. 1 vereség).

## Visszavonulása után
Rocky visszavonulása után a megszerzett jövedelméből élt, a tévében bokszmeccseket kommentált.
1969. augusztus 31-én egy magánrepülőgéppel Iowa-ba, Des Moines-ba utazott, a gép lezuhant Newton városa közelében (Iowa). Rocky Marciano és a gépen utazók meghaltak.

## Bokszstílusa
Rocky stílusára leginkább az agresszív és harcias jelzőt lehetne használni. Állóképessége a kor bokszolói közül kiemelkedő volt, naponta 9-10 kilométert futott.
Archie Moore jellemezte úgy, hogy Rocky egy kesztyűvel ellátott bika, utalva arra, hogy semmi sem tudta eltéríteni attól, hogy ellenfeleit „kivégezze”. A kötelek között a taktikája egyszerű volt: hatalmas ütőerejét kihasználva ment előre és ütött. Állóképessége miatt ezt akár 15 meneten keresztül is tudta csinálni. Bár a hétköznapi életben egyszerű volt, a kötelek között elszánt, kíméletlen és nagyon kemény.
Ütésállósága is példa nélküli volt (profi pályafutása alatt összesen kétszer került földre, és összesen 7 másodpercet számoltak rá).

## Emlékezete
Rocky életéről 1999-ben életrajzi film készült, de a közhittel ellentétben a Rocky című film karakterének csak a nevét adta. A történetet Chuck Wepner, Sylvester Stallone barátja ihlette egy 15 menetes Muhammad Ali elleni meccsre való hősies felkészülésével.